# 14024 Procol Harum
14024 Procol Harum è un asteroide della fascia principale. Scoperto nel 1994, presenta un'orbita caratterizzata da un semiasse maggiore pari a 2,5524721 au e da un'eccentricità di 0,2653780, inclinata di 2,42844° rispetto all'eclittica.
L'asteroide è dedicato all'omonimo gruppo rock britannico.